# Blackwood (Wales)
Blackwood (Coed-duon in het Welsh) is een plaats in de Welshe county borough Caerphilly.
Blackwood telde in 2011 8496 inwoners.

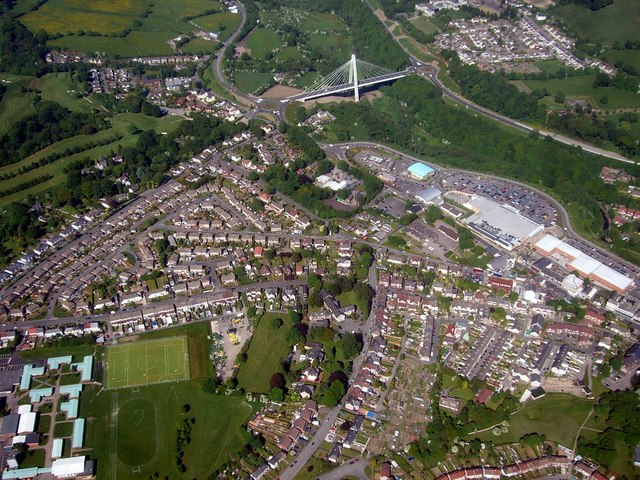
Blackwood
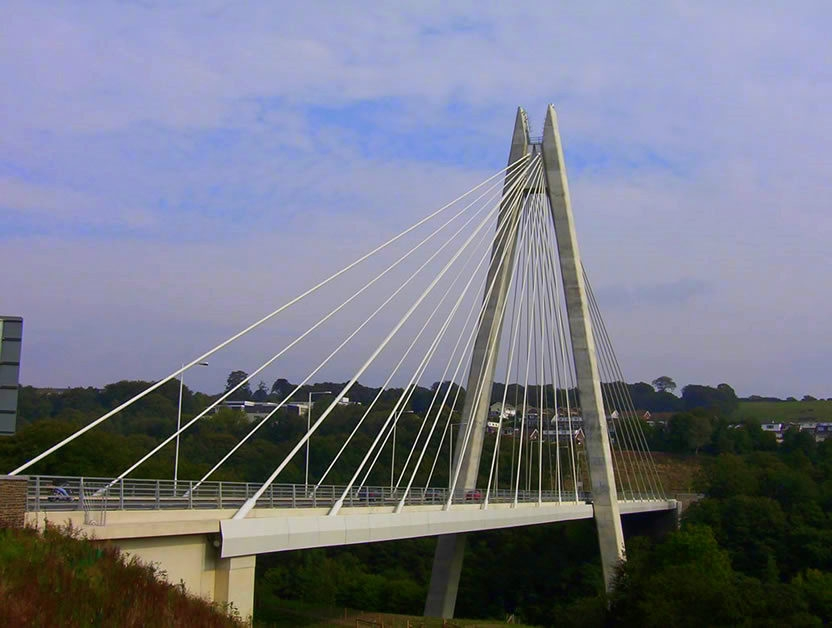
Brug over de Page
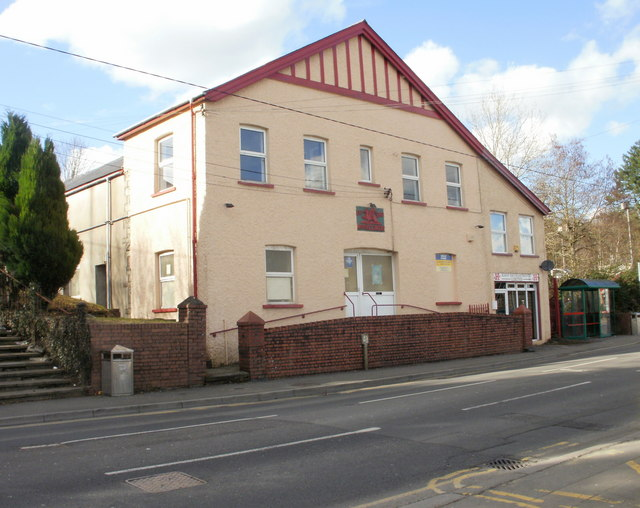
High Street